# 栗山秀作
栗山 秀作（くりやま しゅうさく、1972年 - ）は、日本の写真家である。高知県出身。

## 略歴
高知学芸高等学校卒業。阿佐ヶ谷美術専門学校卒業後に就職し、トラック運転手となる。 
1994年より丸谷嘉長に師事、2000年独立。多数の女性アイドルなどの写真集や雑誌グラビアの撮影をしている。 

## 人物
- 共働きの両親のもとに生まれ、一人っ子として育つ。一人の時間のほとんどをわら半紙に絵を描いて育ったため、本格的に絵を習った経験はなかったものの、高校でも美術室で絵を描いて過ごすなど絵は身近な存在であった[1]。
- 阿佐ヶ谷美術専門学校ではグラフィックデザイン系の学科に進み、写真もそこで興味を持つ。ただし専門学校時代に写真の授業は一切取っていない。これが災いして決まりかけていた集英社デザインの推薦就職がふいになってしまったという[1]。
- のちに丸谷嘉長のアシスタントとなるが、これは当時丸谷のアシスタントに欠員ができ、友人に言われるがままに手伝いに行ったのがきっかけであり、この時点では丸谷のことは知らなかった[1]。

## 主な作品
- 小松彩夏写真集 『アヤカノナツ』（ワニブックス）
- 堀北真希写真集 『Castella』（ワニブックス）
- 里中あや写真集 『初恋電車』（ワニブックス）